# Ternstroemia brasiliensis
Ternstroemia brasiliensis là một loài thực vật có hoa trong họ Pentaphylacaceae. Loài này được Cambess. miêu tả khoa học đầu tiên năm 1828.